# کنستانتین دوم، شاه ارمنستان
کنستانتین دوم، شاه ارمنستان (ارمنی: Կոստանդին Բ؛ زاده ۱۳۰۰ – درگذشته ۱۷ آوریل ۱۳۴۴) که به عنوان اولین پادشاهی ارمنی کیلیکیه در دوره سلطنت پوایتیر-لوسیگنان بود، که ازسال ۱۳۴۲ تا زمان مرگش در سال ۱۳۴۴ ادامه داشت.
او پسر ایزابلا، دختر لئوی دوم ارمنستان و آمالریک، پسر هیو سوم قبرس بود، و از سال ۱۳۲۸ تا سال ۱۳۴۱ فرماندار سرس بود. هنگامی که پسر عموی لئو چهارم، آخرین پادشاه ارمنی کیلیکیه از دودمان هتومی، توسط بارون به قتل رسید، تاج پادشاهی قرار شد به برادر کوچکترش جان تحویل داده شود، که او هم پیشنهاد کرده بود تا گای آن را قبول کند و گای هم با این پیشنهاد مخالفت کرد. پس از آن مادر و دو برادر گای توسط نائب السلطنه اوشین کوریکوس کشته شدند؛ که در نهایت گای پادشاهی را پذیرفت و نام کنستانتین را برای خود گذاشت.
گای در ۱۷ آوریل ۱۳۴۴ کشته شد یا در قیام آوریل ارمنستان به قتل رسید. پس از وی تاج پادشاهی را پسر عموی دور گای گرفت و نام کنستانتین سوم را برای خود گذاشت. او دو بار ازدواج کرد، در قسطنطنیه در ۱۳۱۸ و بدون هیچ فرزندی در سال ۱۳۳۰ درگذشت.